# Gibraltar National League 2020/21 (vrouwen)
In 2020/21 werd het 20e Gibraltar National League gespeeld. Lions Gibraltar FC won de competitie voor derde keer.
Na slechts twee wedstrijden stopte de competitie op 15 december 2020 door de gevolgen van de coronapandemie. Eerste twee wedstrijden van het seizoen werden gespeeld in het Victoriastadion.

## Teams
| Teams              | Trainer         | Aanvoerder       | T-Shirts merk | Team sponsor |
| ------------------ | --------------- | ---------------- | ------------- | ------------ |
| Europa FC          | Gayle Langtry   |                  | Kappa         |              |
| Lions Gibraltar FC | Janssen Olivero | Andrya Rowbottom | Macron        |              |
| Lynx FC            | Col Griffiths   | Isabella Laguea  | Givova        | Grupo Casais |

## Tabel
| Pos | Team                   | Wed | W | G | V | Ptn | DV | DT | +/− | Kwalificatie                                                          |
| --- | ---------------------- | --- | - | - | - | --- | -- | -- | --- | --------------------------------------------------------------------- |
| 1   | Lions Gibraltar FC (C) | 3   | 2 | 1 | 0 | 7   | 7  | 2  | +5  | Mogelijk Kwalificatie voorronde UEFA Women's Champions League 2021/22 |
| 2   | Europa FC              | 4   | 1 | 2 | 1 | 5   | 10 | 10 | 0   |                                                                       |
| 3   | Lynx FC                | 3   | 0 | 1 | 2 | 1   | 6  | 11 | −5  |                                                                       |

## Resultaten
| Thuis \ Uit        | EFC | LGI    | LYN |
| ------------------ | --- | ------ | --- |
| Europa FC          |     | 0–2    | 3–1 |
| Lions Gibraltar FC | 2–2 |        | 3–0 |
| Lynx FC            | 5–5 | 8 Juni |     |

## Statistieken

### Topscores
| Rank | Speler             | Club            | Doelpunten |
| ---- | ------------------ | --------------- | ---------- |
| 1    | Mara Todoran       | Europa          | 5          |
| 2    | Mollie Karp        | Lions Gibraltar | 3          |
| 2    | Tiffany Viagas     | Lynx            | 3          |
| 2    | Akisha Ferrell     | Europa          | 3          |
| 5    | Joelle Gilbert     | Lions Gibralar  | 2          |
| 6    | Ines Cestau Léon   | Europa          | 1          |
| 6    | Paula Costa        | Europa          | 1          |
| 6    | Sophia Brinkman    | Lions Gibraltar | 1          |
| 6    | Kayleigh Ferro     | Lions Gibraltar | 1          |
| 6    | Laura Cortés Minan | Lynx            | 1          |
| 6    | Noelle Laguea      | Lynx            | 1          |
| 6    | Naomi Victor       | Lynx            | 1          |

### Hattricks
| Speler         | Voor    | Tegen     | Resultaat | Datum       |
| -------------- | ------- | --------- | --------- | ----------- |
| Tiffany Viagas | Lynx FC | Europa FC | 5–5 (H)   | 25 mei 2021 |

### Clean Sheets
| Rank | Speler          | Club           | Clean sheets |
| ---- | --------------- | -------------- | ------------ |
| 1    | Zamara Espinosa | Lions Gibralar | 2            |

## Kampioen
| 2020/21                                |
| Gibraltar                              |
| -------------------------------------- |
| Lions Gibraltar FC Kampioen (3° titel) |